# Mikael Dahlqvist
Per Kent Mikael Dahlqvist, född 22 september 1967 i Hagfors församling, Värmlands län, är en svensk politiker (socialdemokrat). Han är ordinarie riksdagsledamot sedan 2014, invald för Värmlands läns valkrets.
Dahlqvist var tidigare kommunalråd i Hagfors kommun.[källa behövs]
Han är riksdagsledamot sedan valet 2014. I riksdagen är Dahlqvist ledamot i socialutskottet sedan 2014 och suppleant i Riksdagens överklagandenämnd. Han har varit suppleant i bland annat miljö- och jordbruksutskottet och trafikutskottet.